# ولایت زابل
یکی از ۳۴ ولایت افغانستان به مرکزیت شهر قلات می‌باشد که از ولایات افغانستان به‌شمار می‌رود. براساس احصائیه ۱۳۹۹ ولایت زابل ۳۸۴٬۳۴۹ جمعیت، و ۱۷٬۳۴۲ کیلومتر مربع پهناوری دارد. زابل دارای مرز بین‌المللی با پاکستان در جنوب است.

## نام
احتمالاً برگرفته از نام زُنبیل (تشابه زابُل و زُنبیل شاید اتفاقی باشد)، رجوع شود به کابل‌شاهان، لقب فرمانروایان پیرو هفتالیان جنوبی؛ به‌نظر می‌رسد مناطق مرتفع زابلستان پایتخت تابستانی آن‌ها بوده‌باشد.
 این نام نخستین بار در نسخهٔ ارمنیِ کتاب شهرستان‌های ایرانشهر به شکل زاوَلِستان یاد شده؛
در منابع اسلامی به‌صورت زاوُلِستان (توسط مقدسی) و زابُلِستان نیز آمده است.

## جغرافیا
زابل از شمال با ارزگان و غزنی، از غرب با قندهار و از جنوب با قندهار و مرز پاکستان و از شرق با غزنی و پکتیکا هم‌مرز است. جنوب شرق این ولایت با پاکستان هم‌مرز است. مساحت این استان ۱۷۲۹۳ کیلومتر مربع است. دو پنجم استان کوهستانی یا نیمه کوهستانی (۴۱٪) است در حالی که بیش از یک چهارم این منطقه را زمین‌های مسطح (۲۸٪) تشکیل می‌دهند. منطقه اصلی این استان کوهستان‌های مرکزی افغانستان است. پوشش گیاهی رایج درختچه‌های مناطق خشک و پسته ذکر شده است. کوه‌های بلند بخش شمالی استان در منطقه علفزار کوهستانی غور-هزارجات قرار دارد.

## تقسیمات اداری

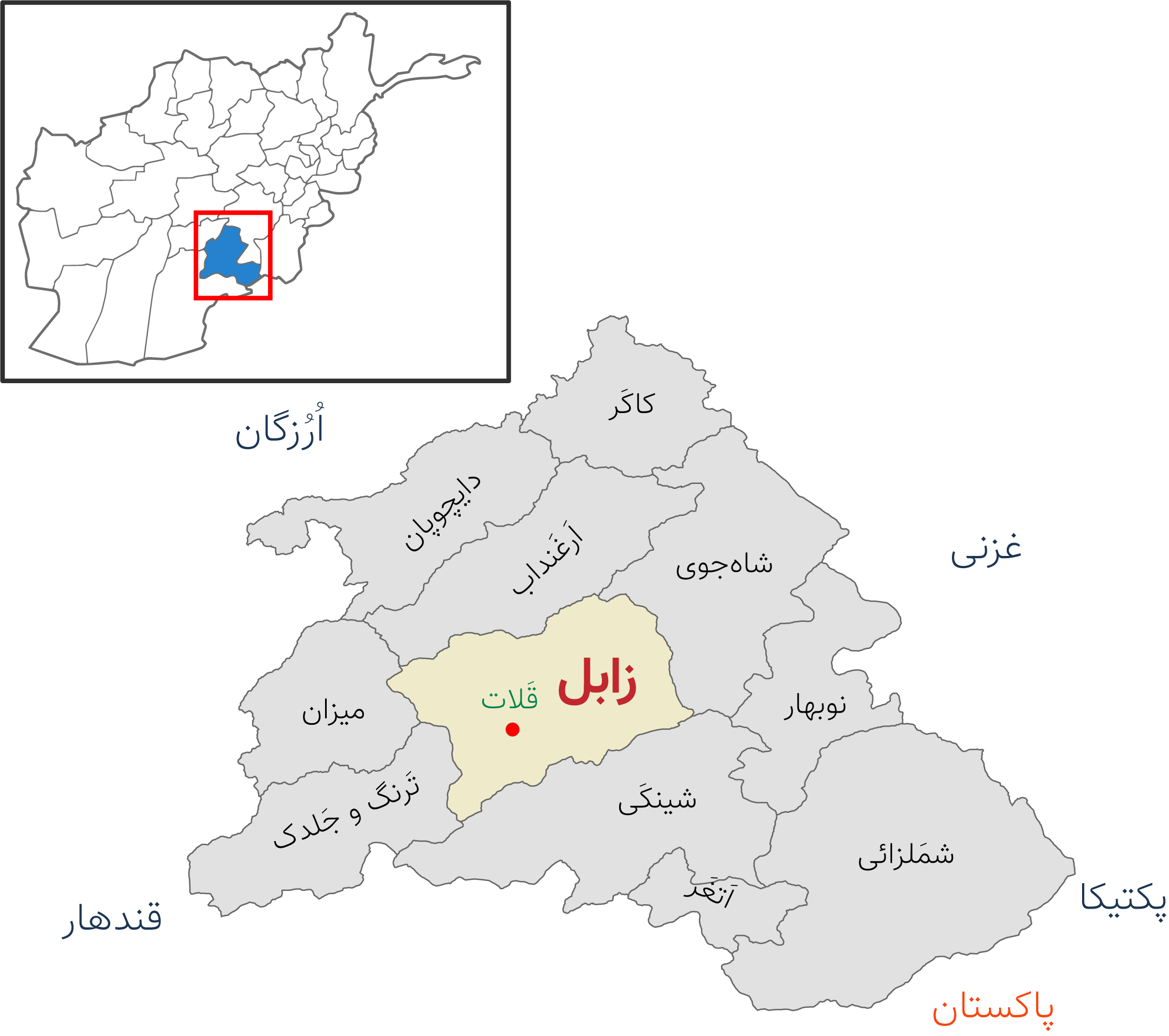
ولسوالی‌های زابل

- اَتغَر
- اَرغَنداب
- تَرنگ و جَلدک
- دای چوپان
- شاه‌جوی
- شمَلزائی
- شینکَی
- قَلات
- کاکَر
- میزان
- نوبهار

## حمل و نقل
در سال ۲۰۰۶، اولین میدان هوایی این ولایت در نزدیکی قلات افتتاح شد که توسط ارتش ملی افغانستان اداره می‌شود، اما همچنین برای استفاده در حمل و نقل هوایی تجاری نیز استفاده می‌شود. ولایت زابل در مسیر شاهراه حلقوی افغانستان قرار دارد و مسافرانی که از طریق این شاهراه در مسیر قندهار و کابل می‌روند معمولاً از این ولایت عبور می‌کنند. در ۴ سپتامبر ۲۰۱۶، دست کم ۳۸ نفر در جریان تصادف جاده ای بین یک تانکر حمل سوخت و یک اتوبوس، کشته و ۲۸ نفر زخمی شدند.

## آموزش
نرخ کلی سواد (۶+ سال) از یک درصد در سال ۲۰۰۵ به ۱۹ درصد در سال ۲۰۱۱ افزایش یافته است. نرخ کلی ثبت نام خالص (۶ تا ۱۳ سال) از ۳۱٫۳ درصد در سال ۲۰۰۵ به ۵ درصد در سال ۲۰۱۱ کاهش یافت.

## بهداشت
درصد خانوارهای دارای آب آشامیدنی تمیز از صفر درصد در سال ۲۰۰۵ به ۳۲ درصد در سال ۲۰۱۱ افزایش یافته است. درصد زایمان‌هایی که توسط یک مامای ماهر انجام شده است، از یک درصد در سال ۲۰۰۵ به ۵ درصد در سال ۲۰۱۱ افزایش یافت.

## مردم
از سال ۲۰۲۱، کل جمعیت استان حدود ۸۵۰۰۰۰ نفر است، که بیشتر یک جامعه قبیله ای روستایی است. بر اساس دانشکده تحصیلات تکمیلی نیروی دریایی، جمعیت عمدتاً پشتون است و در حدود ۲۵۰۰ روستای دورافتاده پراکنده شده است. گروه‌های اصلی قبیله ای شامل قبیله غلجایی هستند. پشتو زبان غالب در این منطقه است. اقلیتی از مردم این ولایت به زبان فارسی سخن می‌گویند. مردم زابل اکثراً مسلمان سنی هستند. مشاغل اصلی در زابل کشاورزی و دامداری است.

## نگارخانه

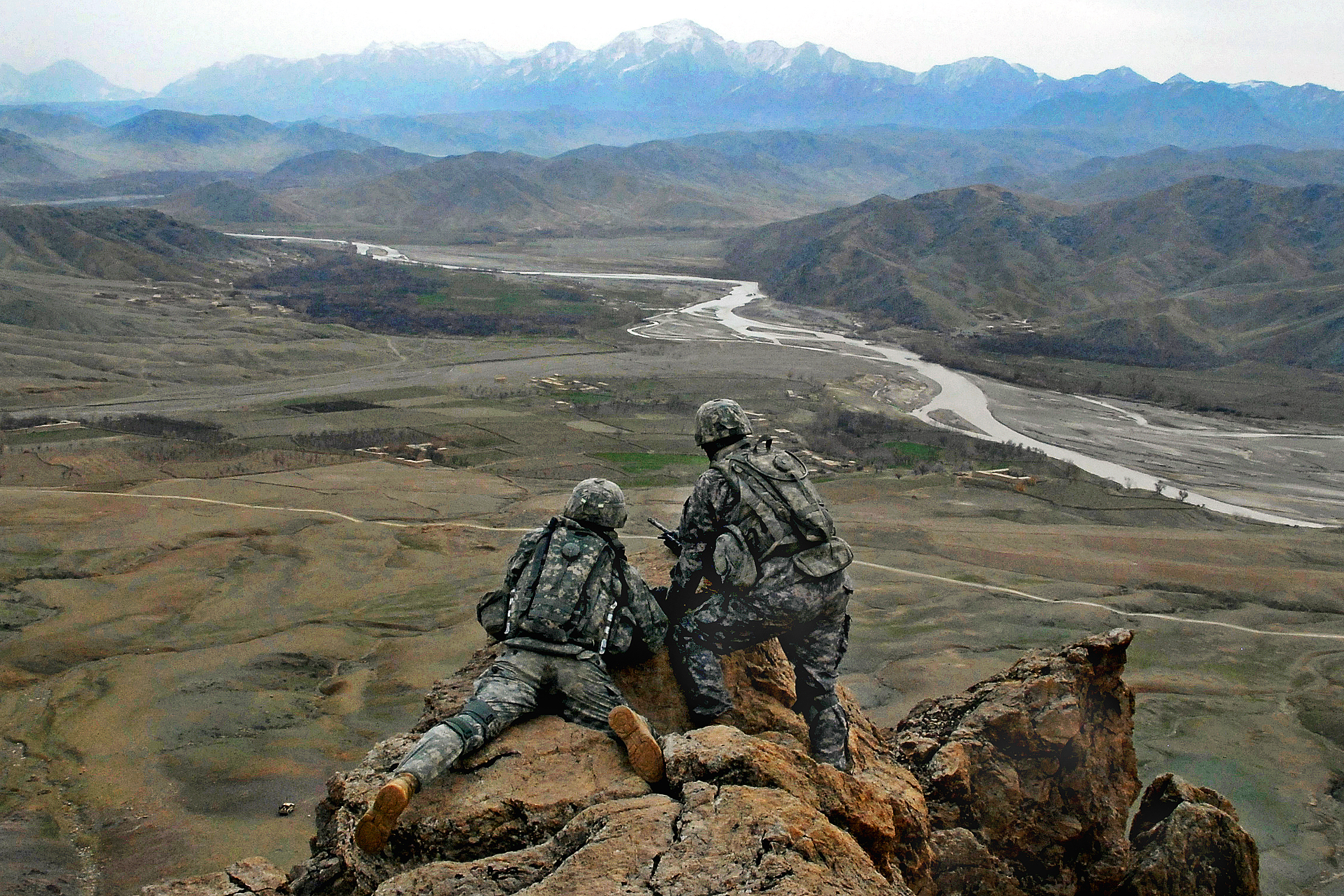
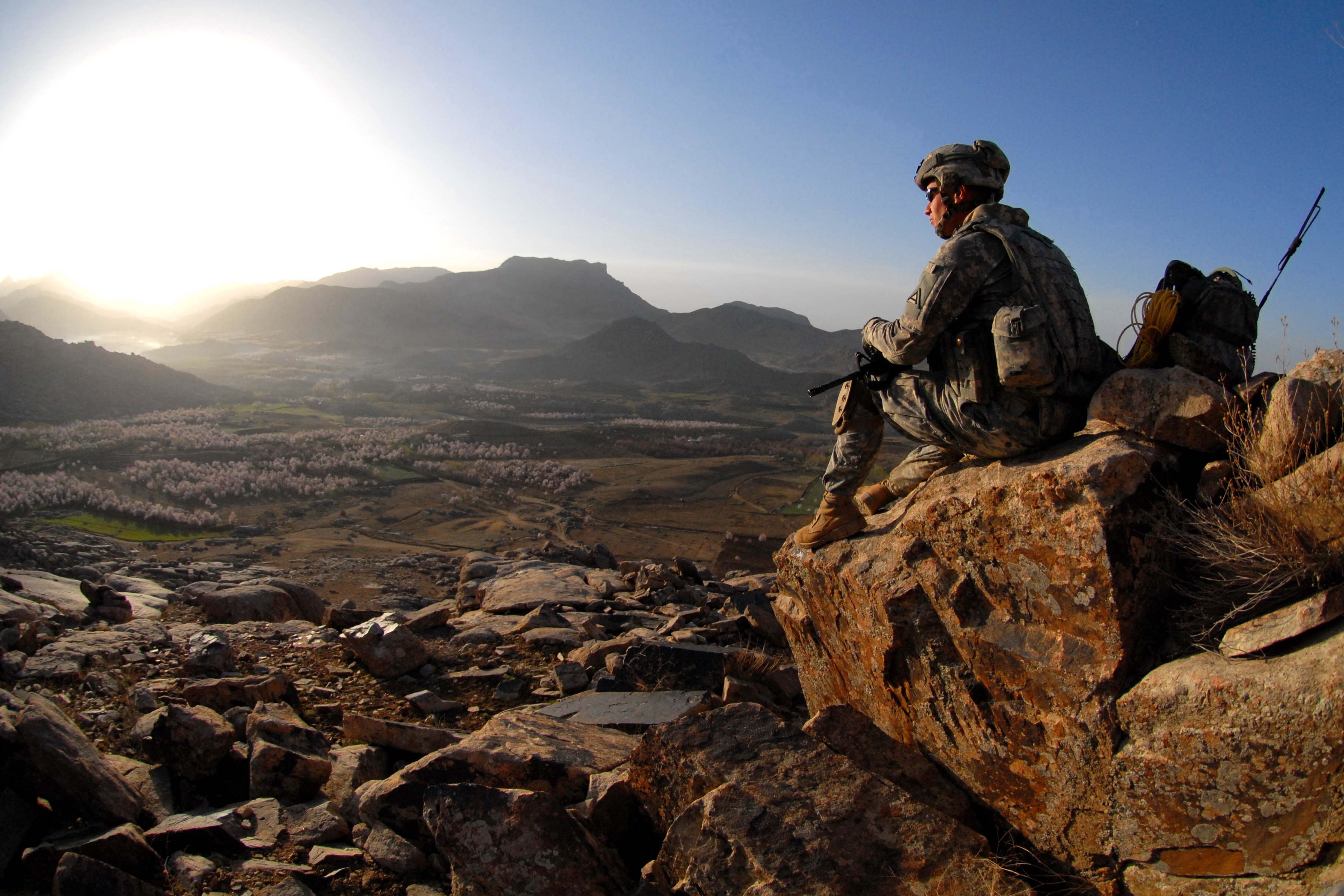
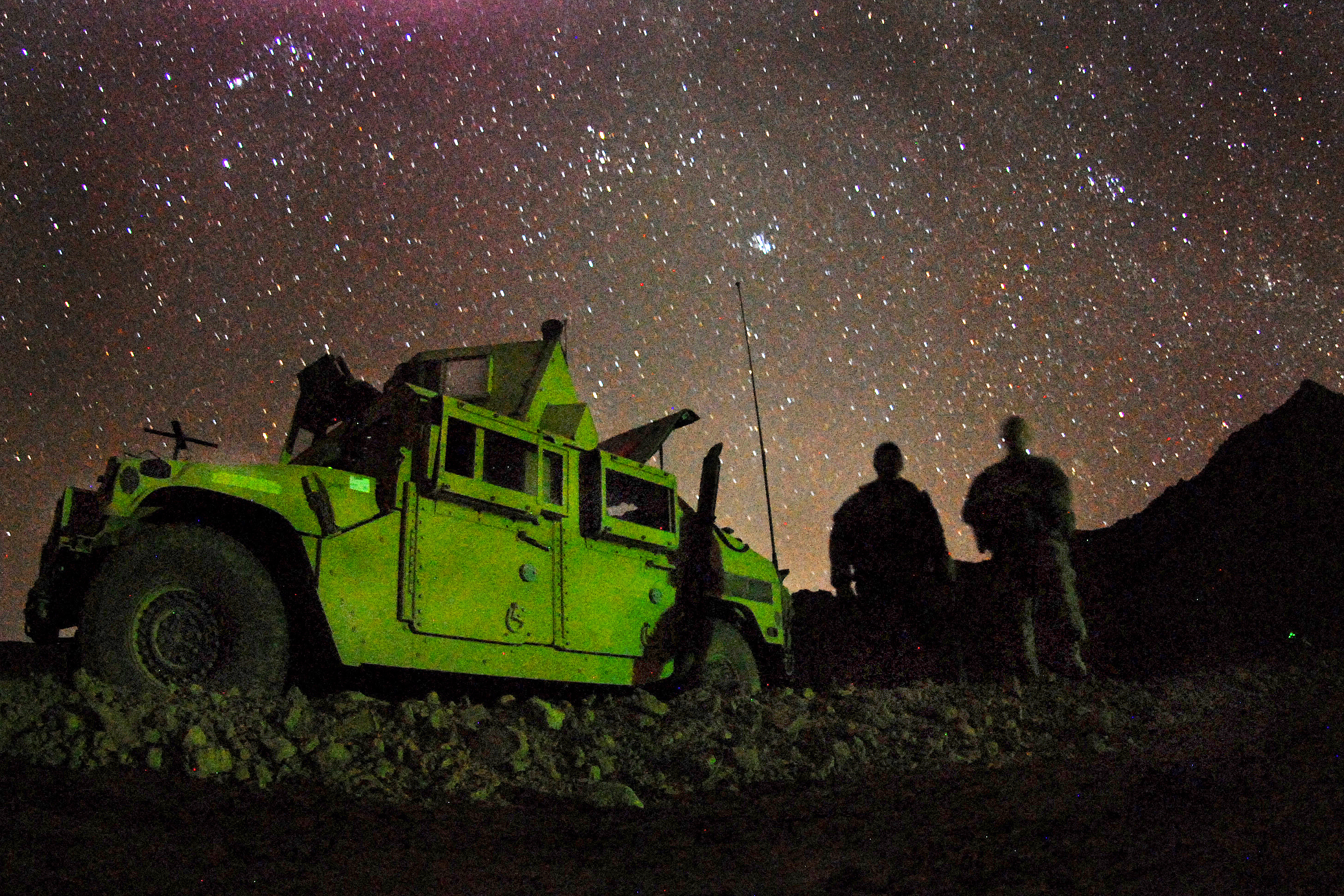
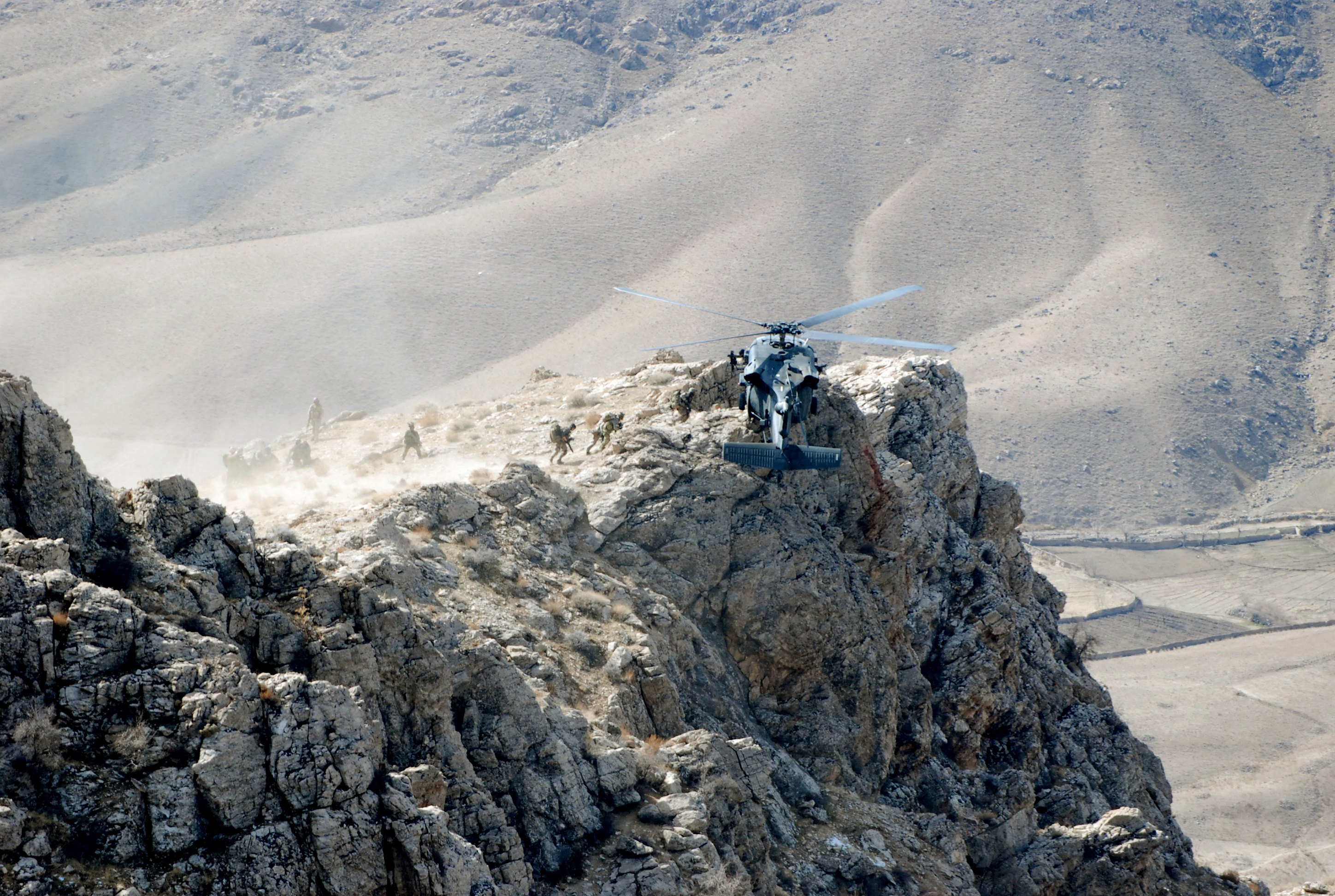
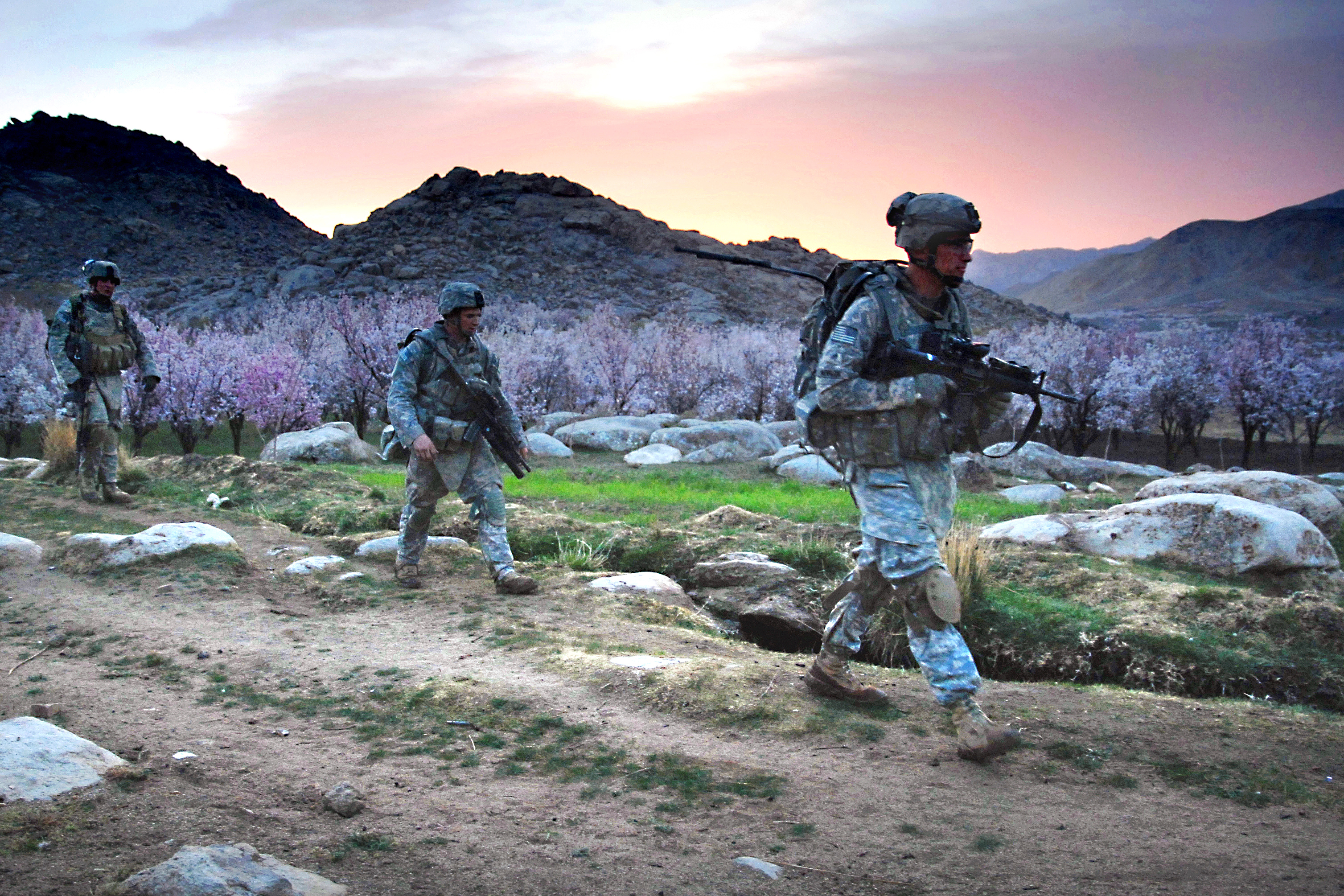